# 锡布延岛
锡布延岛（Sibuyan）是位于菲律宾朗布隆省的一座岛屿。其最高峰为贵亭山，海拔2058米。